# Walter H. Brattain
Walter Houser Brattain (født 10. februar 1902, død 13. oktober 1987) var en amerikansk fysiker på Bell Labs, der opfandt transistoren i december 1947 sammen med John Bardeen og William Shockley. Sammen modtog de nobelprisen i fysik i 1956 for deres opfindelse. Brattain helligede sig en stor del af sit liv til forskning i overfladeniveauer.